# Balduin Wiesmayr
Balduin Wiesmayr OCist (* 5. Mai 1889 in Leonding; † 17. Mai 1948) war ein österreichischer Ordenspriester und von 1941 bis 1948 Abt des Stiftes Wilhering.

## Leben
Balduin Wiesmayr besuchte die Volksschule in Leonding (sein Mitschüler war Adolf Hitler), absolvierte die Gymnasialstudien am Staatsgymnasium in Linz und trat dann in das Stift Wilhering ein. 1913 wurde er zum Priester geweiht und wirkte teils im Stift als Novizenmeister, teils in der Seelsorge, vor allem als Pfarrer in Theras in Niederösterreich und in Gramastetten. Nachdem Abt Bernhard Burgstaller in der Haft des Dritten Reiches verstorben war, wurde er am 11. November 1941 zum Abt gewählt. Da das Kloster von den Nationalsozialisten besetzt war, verblieb er weiter in seinem Pfarrort. Nach Kriegsende konnte er die schlimmsten Schäden beheben, vor allem aber das Wilheringer Stiftsgymnasium wieder einrichten. Verschiedene bauliche Erneuerungen, die auch zur Entdeckung gotischer Bauteile führten, wurden vorgenommen und am 30. September 1946 das 800-jährige Jubiläum des Stiftes gefeiert. Er starb plötzlich am 17. Mai 1948.